# Ringebu
Ringebu é uma comuna da Noruega, com 1 249 km² de área e 4611 habitantes (censo de 2004).         